# روتفايل
رتوايل (بالألمانية: Rottweil) هي Grosse Kreisstadt، بلدة، مدينة وبلدة ألمانية تقع في ألمانيا في روتفايل. يقدر عدد سكانها بـ 25,691 نسمة .

## المدن التوأمة
مدن بروغ (سويسرا)، لاكويلا وImst هي مدن توأمة لـرتوايل.

## معرض صور

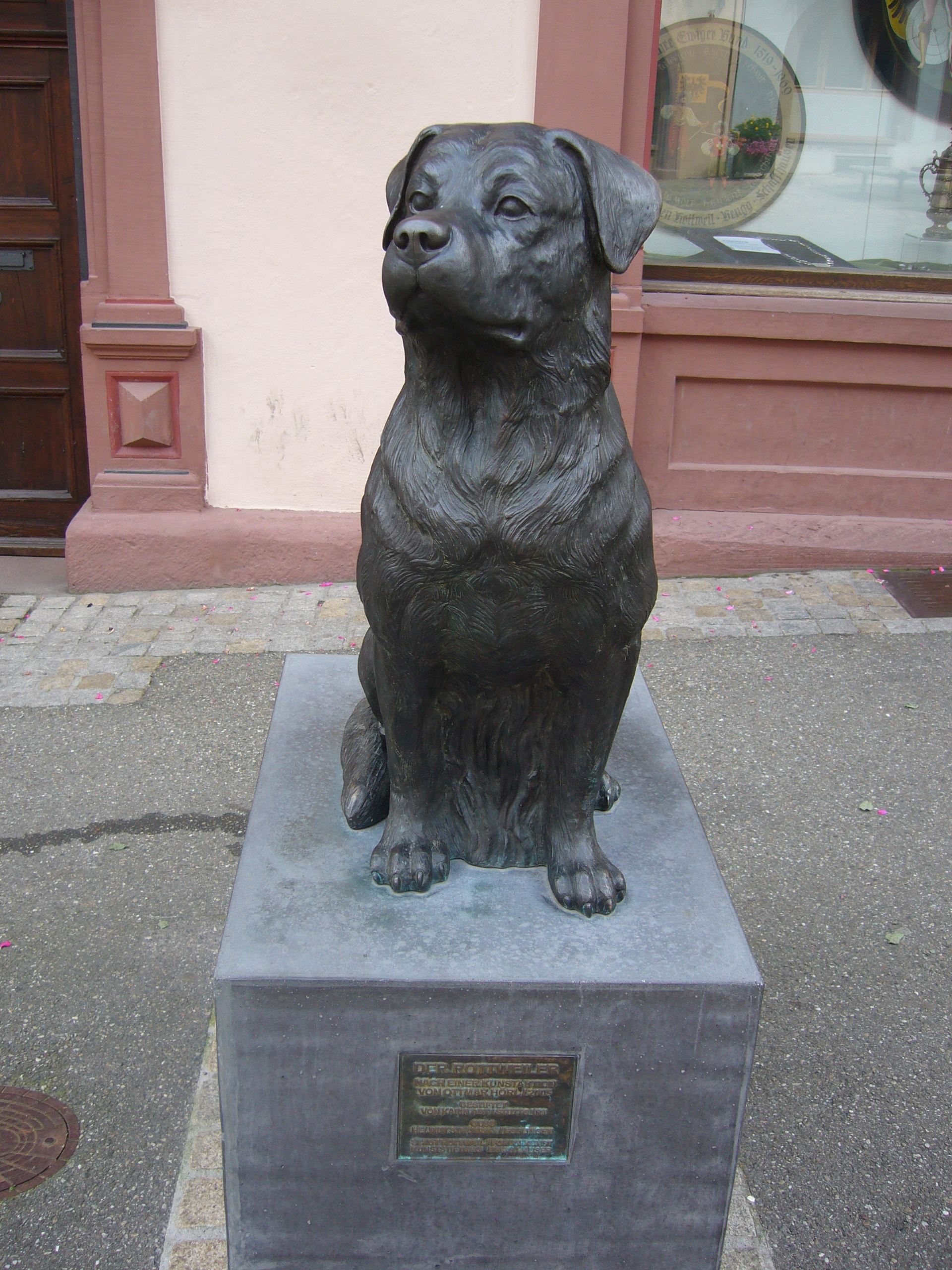
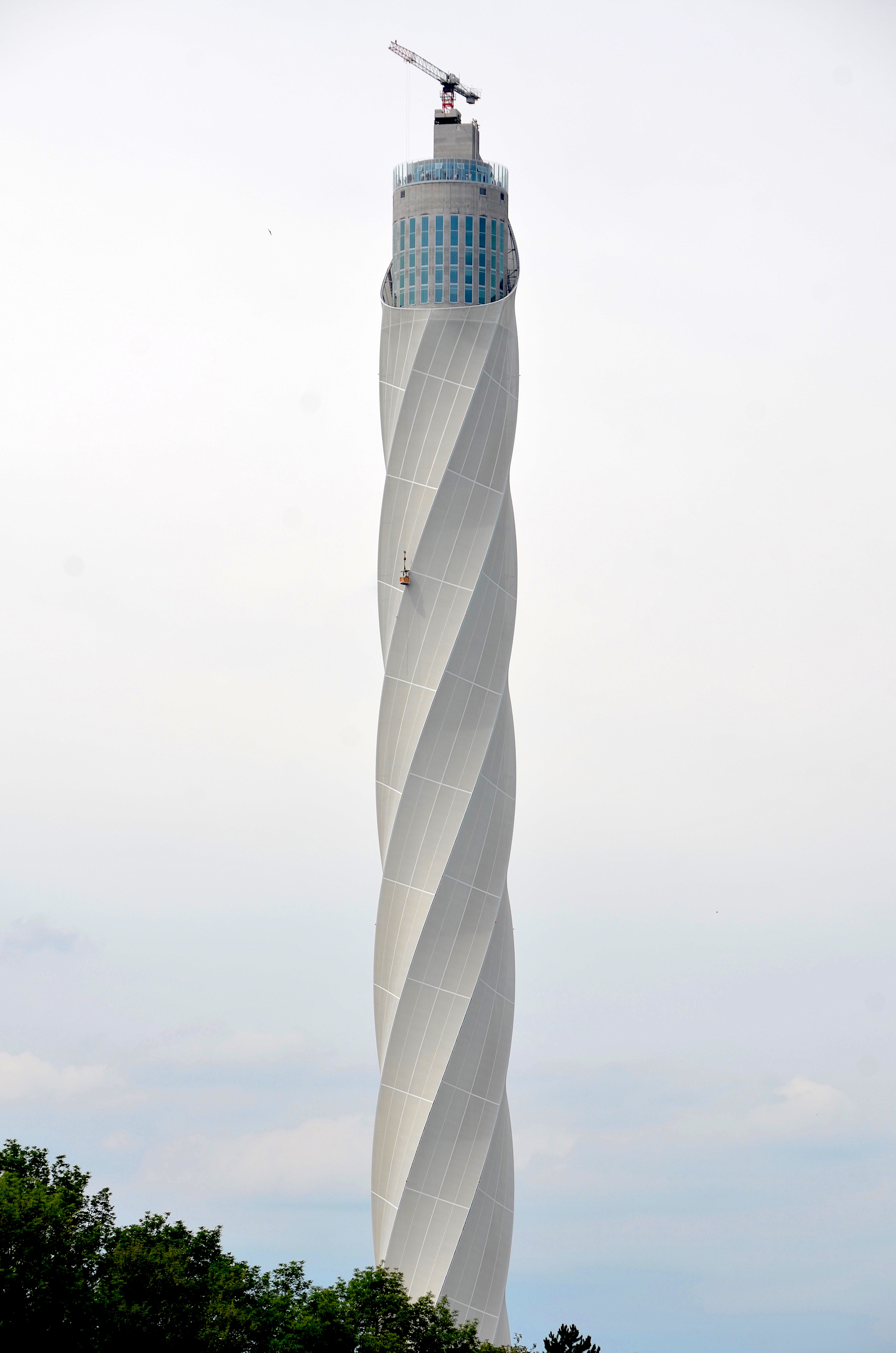
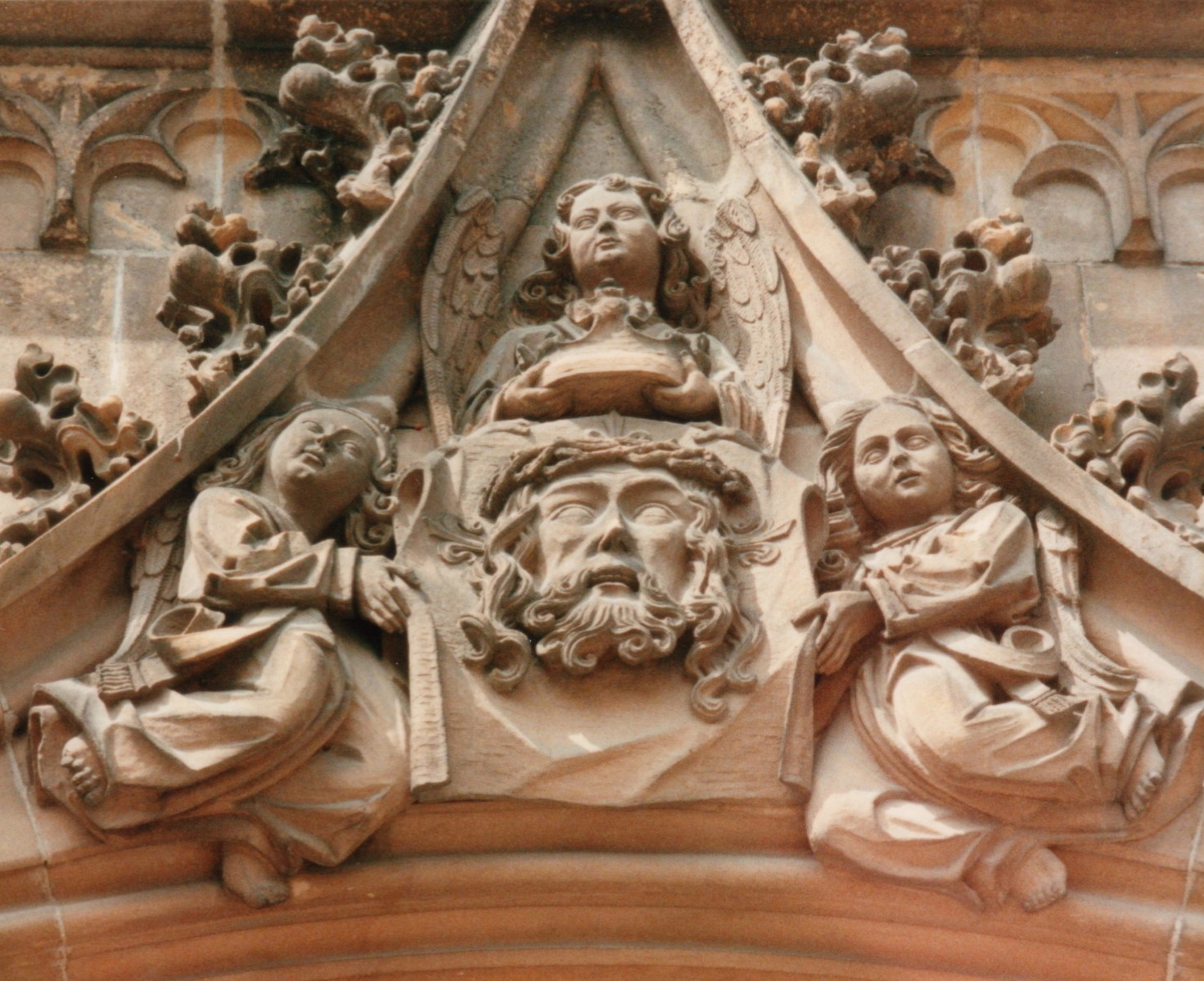
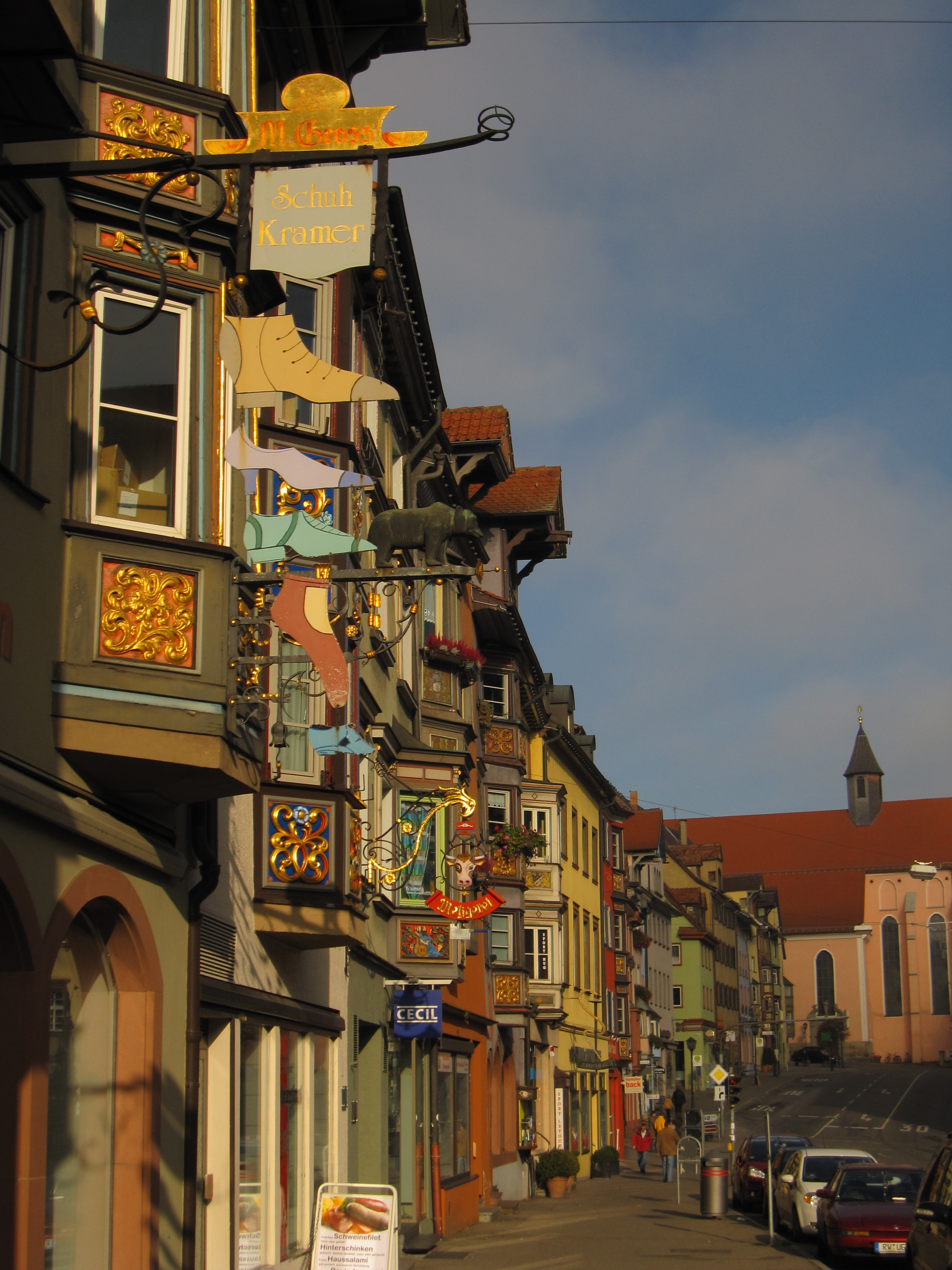
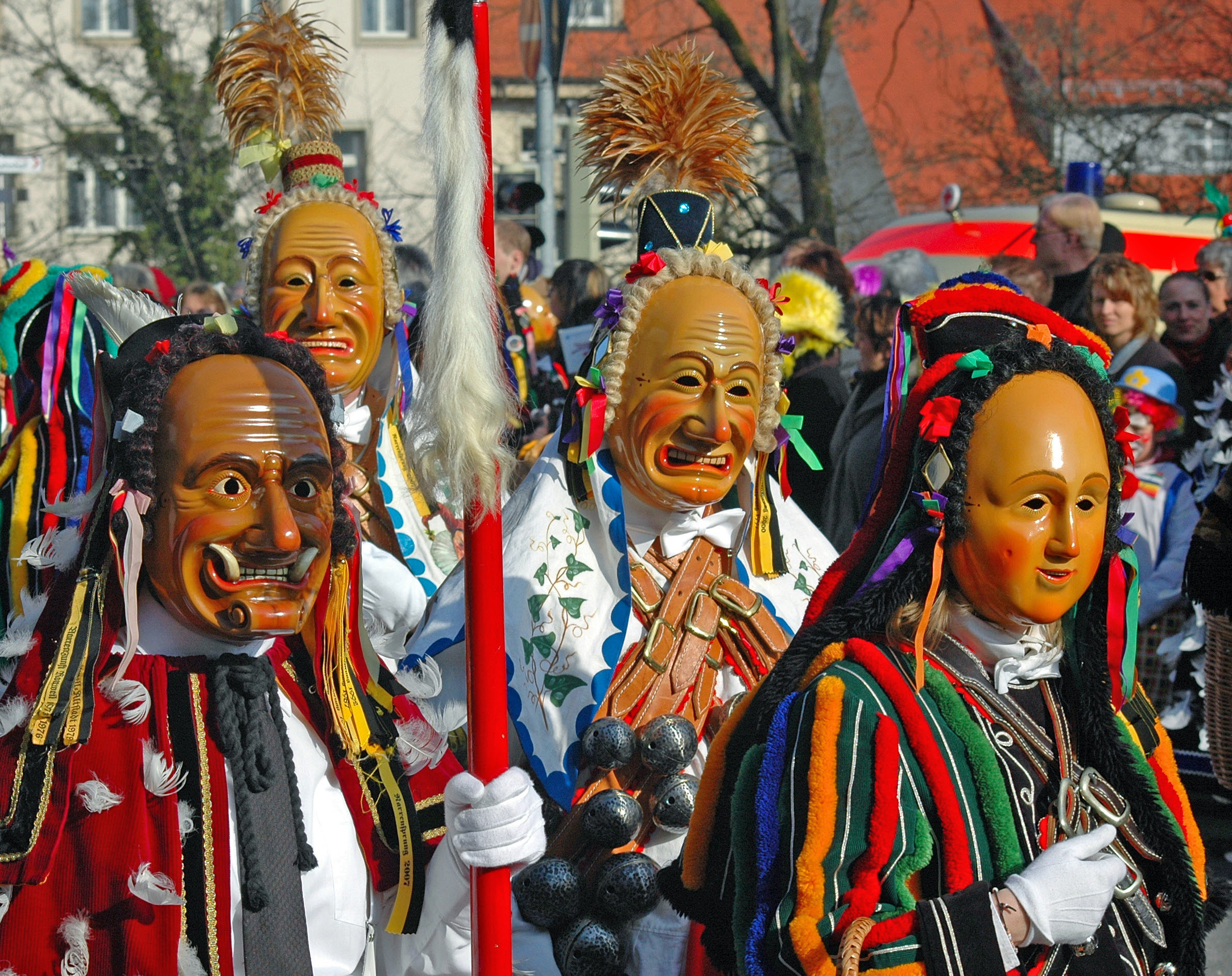
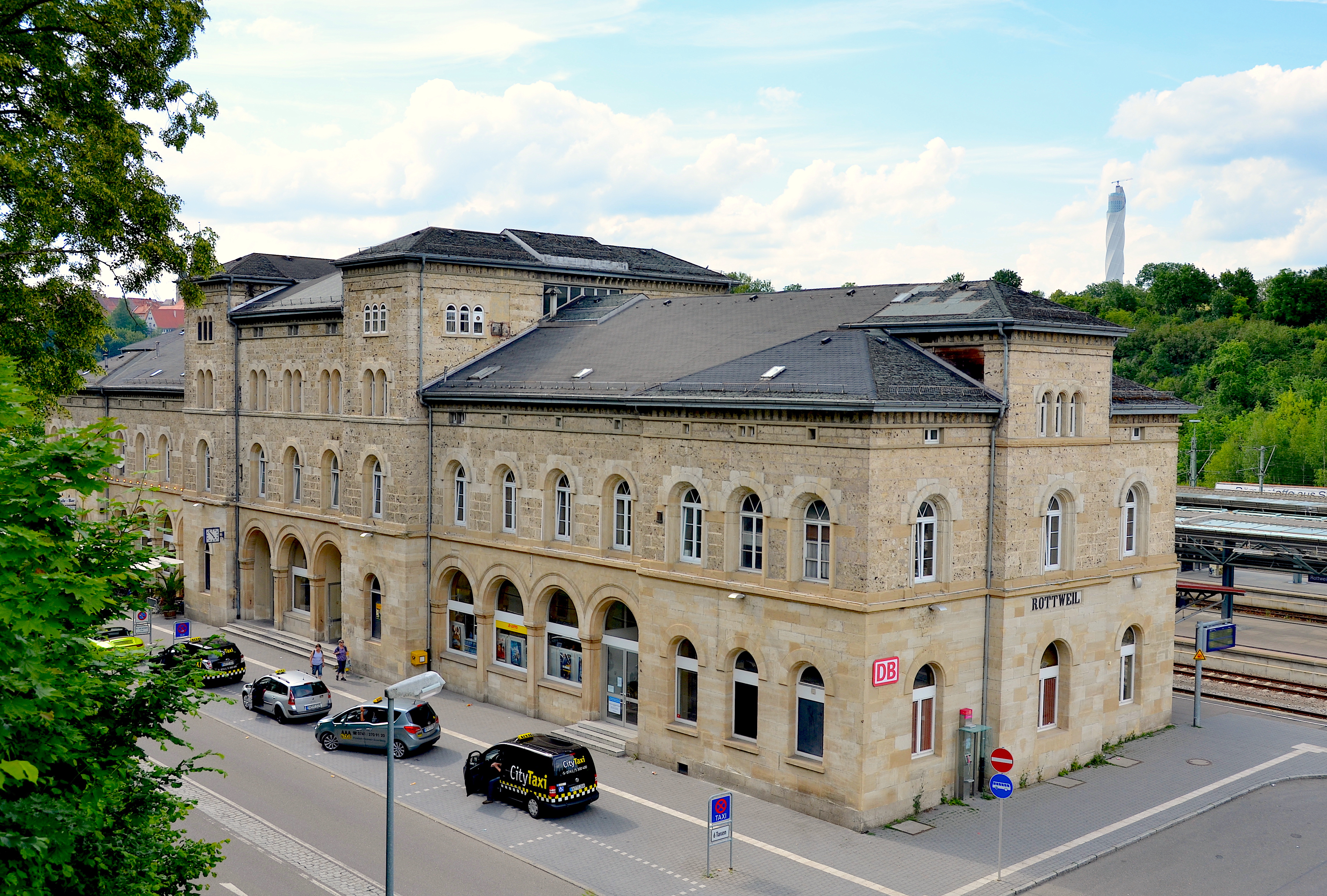

## أعلام
- أندرياس شفاب
- مارتن ستروبل
- ألبرت برغر
- يوهان جورج هيربست
- كورت إيبرهارد
- جوشوا كيميش
- فيرنر بيرغر
- لورينز بوك
- إريك هوزر